# Tournoi asiatique des Cinq Nations de rugby à XV 2014
Navigation
Tournoi 2013 Tournoi 2015
Le Tournoi asiatique des Cinq Nations 2014 est la septième édition du Tournoi asiatique des Cinq Nations, compétition annuelle de rugby à XV qui voit s'affronter les nations membres de l'Asian Rugby Football Union. Les pays participants sont répartis en six divisions continentales, dont la première est appelée Top 5. Un système de promotions et de relégations existe entre les différentes divisions continentales. Les résultats des matchs comptent également pour les qualifications de la Coupe du monde 2015.

## Participants
| Top 5 - Japon - Philippines - Hong Kong - Sri Lanka - Corée du Sud | Division 1 - Émirats arabes unis - Taipei chinois - Kazakhstan - Singapour | Division 2 - Thaïlande - Malaisie - Iran - Qatar |

| Division 3 Est - Guam - Indonésie - Chine - Laos | Division 3 Ouest - Inde - Liban - Pakistan - Ouzbékistan | Division 4 - Brunei - Cambodge - Mongolie |

## Top 5
Les quatre premiers de l'édition 2013 (Japon, Corée du Sud, Philippines, Hong Kong) sont rejoints par le vainqueur de la Division 1, le Sri Lanka. 

### Classement
| Rang | Nation        | J | V | N | D | Bo | Bd | Pm  | Pe  | Diff | Pts |
| ---- | ------------- | - | - | - | - | -- | -- | --- | --- | ---- | --- |
| 1    | Japon (T)     | 4 | 4 | 0 | 0 | 4  | 0  | 342 | 33  | +309 | 24  |
| 2    | Hong Kong     | 4 | 3 | 0 | 1 | 3  | 0  | 196 | 55  | +141 | 18  |
| 3    | Corée du Sud  | 4 | 2 | 0 | 2 | 2  | 0  | 122 | 126 | -4   | 12  |
| 4    | Philippines   | 4 | 1 | 0 | 3 | 1  | 0  | 58  | 284 | -226 | 6   |
| 5    | Sri Lanka (P) | 4 | 0 | 0 | 4 | 0  | 1  | 48  | 258 | -210 | 1   |

|  | Vainqueur du tournoi (no 1) et directement qualifié pour la Coupe du monde de rugby à XV 2015. |
|  | Qualifié pour le tour de repêchage qualificatif pour la Coupe du monde 2015.                   |
|  | Relégué en Division 1 (no 5).                                                                  |
|  | T : tenant du titre 2013 • P : promu de Division 1.                                            |

Attribution des points : Cinq points sont attribués pour une victoire, trois points pour un match nul, aucun point en cas de défaite. Un point de bonus est accordé à l'équipe qui marque au moins quatre essais ou qui perd par moins de huit points.

### Résultats
Première journée
| 26 avril 2014 | Hong Kong | 108 - 0 | Philippines | Hong Kong Stadium, Hong Kong |
| 26 avril 2014 |           |         |             | Hong Kong Stadium, Hong Kong |
| 26 avril 2014 |           |         |             | Hong Kong Stadium, Hong Kong |

| 26 avril 2014 | Corée du Sud | 59 - 3 | Sri Lanka | Seongnam Stadium, Séoul |
| 26 avril 2014 |              |        |           | Seongnam Stadium, Séoul |
| 26 avril 2014 |              |        |           | Seongnam Stadium, Séoul |

Deuxième journée
| 3 mai 2014 | Philippines | 10 - 99 | Japon | Rizal Memorial Stadium, Manille |
| 3 mai 2014 |             |         |       | Rizal Memorial Stadium, Manille |
| 3 mai 2014 |             |         |       | Rizal Memorial Stadium, Manille |

| 3 mai 2014 | Sri Lanka | 10 - 41 | Hong Kong | Colombo Racecourse, Colombo |
| 3 mai 2014 |           |         |           | Colombo Racecourse, Colombo |
| 3 mai 2014 |           |         |           | Colombo Racecourse, Colombo |

Troisième journée
| 10 mai 2014 | Japon | 132 - 10 | Sri Lanka | Mizuho Rugby Stadium, Nagoya |
| 10 mai 2014 |       |          |           | Mizuho Rugby Stadium, Nagoya |
| 10 mai 2014 |       |          |           | Mizuho Rugby Stadium, Nagoya |

| 10 mai 2014 | Hong Kong | 39 - 6 | Corée du Sud | Hong Kong Stadium, Hong Kong |
| 10 mai 2014 |           |        |              | Hong Kong Stadium, Hong Kong |
| 10 mai 2014 |           |        |              | Hong Kong Stadium, Hong Kong |

Quatrième journée
| 17 mai 2014 | Corée du Sud | 5 - 62 | Japon | Stade Munhak d'Incheon, Incheon |
| 17 mai 2014 |              |        |       | Stade Munhak d'Incheon, Incheon |
| 17 mai 2014 |              |        |       | Stade Munhak d'Incheon, Incheon |

| 17 mai 2014 | Sri Lanka | 25 - 26 | Philippines | Colombo Racecourse, Colombo |
| 17 mai 2014 |           |         |             | Colombo Racecourse, Colombo |
| 17 mai 2014 |           |         |             | Colombo Racecourse, Colombo |

Cinquième journée
| 24 mai 2014 | Philippines | 22 - 52 | Corée du Sud | Rizal Memorial Stadium, Manille |
| 24 mai 2014 |             |         |              | Rizal Memorial Stadium, Manille |
| 24 mai 2014 |             |         |              | Rizal Memorial Stadium, Manille |

| 25 mai 2014 | Japon | 49 - 8 | Hong Kong | Stade olympique national, Tokyo |
| 25 mai 2014 |       |        |           | Stade olympique national, Tokyo |
| 25 mai 2014 |       |        |           | Stade olympique national, Tokyo |

## Division 1
La division 1 est composée du Kazakhstan, des Émirats arabes unis, de Singapour et enfin de Taïwan. 
| 23 avril 2014 | Émirats arabes unis | 13 - 30 | Singapour | The Sevens, Dubaï Émirats arabes unis |
| 23 avril 2014 |                     |         |           | The Sevens, Dubaï Émirats arabes unis |
| 23 avril 2014 |                     |         |           | The Sevens, Dubaï Émirats arabes unis |

| 10 mai 2014 | Kazakhstan | 37 - 8 | Taipei chinois | Hong Kong Football Club, Hong Kong Région administrative spéciale de la République populaire de Chine |
| 10 mai 2014 |            |        |                | Hong Kong Football Club, Hong Kong Région administrative spéciale de la République populaire de Chine |
| 10 mai 2014 |            |        |                | Hong Kong Football Club, Hong Kong Région administrative spéciale de la République populaire de Chine |

## Division 2
La division 2 est composée de la Thaïlande, de la Malaisie, de l'Iran et enfin du Qatar. Le tournoi se déroule au Al Arabi Stadium à Doha.
|  | Demi-finales | Demi-finales |                        |    | Finale      | Finale      |
|  | Demi-finales | Demi-finales |                        |    | Finale      | Finale      |
|  |              |              |                        |    |             |             |
|  | 20 mai 2014  | 20 mai 2014  |                        |    | 23 mai 2014 | 23 mai 2014 |
|  | 20 mai 2014  | 20 mai 2014  |                        |    | 23 mai 2014 | 23 mai 2014 |
|  | Thaïlande    | 11           |                        |    | 23 mai 2014 | 23 mai 2014 |
|  | Thaïlande    | 11           |                        |    | 23 mai 2014 | 23 mai 2014 |
|  | Qatar        | 24           |                        |    | 23 mai 2014 | 23 mai 2014 |
|  | Qatar        | 24           | Malaisie               | 31 |             |             |
|  | 20 mai 2014  |              | Malaisie               | 31 |             |             |
|  |              | Qatar        | 22                     |    |             |             |
|  | Malaisie     | Qatar        | 22                     | 43 |             |             |
|  | Malaisie     |              |                        | 43 |             |             |
|  | Iran         | 22           |                        |    |             |             |
|  | Iran         | 22           | Match pour la 3e place |    |             |             |
|  |              |              |                        |    |             |             |
|  | 23 mai 2014  |              |                        |    |             |             |
|  |              |              |                        |    |             |             |
|  | Iran         | 26           |                        |    |             |             |
|  | Iran         | 26           |                        |    |             |             |
|  | Thaïlande    | 23           |                        |    |             |             |
|  | Thaïlande    | 23           |                        |    |             |             |

## Division 3
La division 3 est composée de deux poules : la poule Est, qui se déroule à Vientiane, regroupant Guam, l'Indonésie, la Chine et le Laos et la poule Ouest, disputée à Lahore, qui regroupe l'Inde, le Liban, le Pakistan et l'Ouzbékistan. 

### Poule Est
|  | Demi-finales | Demi-finales |                        |    | Finale      | Finale      |
|  | Demi-finales | Demi-finales |                        |    | Finale      | Finale      |
|  |              |              |                        |    |             |             |
|  | 29 mai 2014  | 29 mai 2014  |                        |    | 31 mai 2014 | 31 mai 2014 |
|  | 29 mai 2014  | 29 mai 2014  |                        |    | 31 mai 2014 | 31 mai 2014 |
|  | Guam         | 48           |                        |    | 31 mai 2014 | 31 mai 2014 |
|  | Guam         | 48           |                        |    | 31 mai 2014 | 31 mai 2014 |
|  | Laos         | 10           |                        |    | 31 mai 2014 | 31 mai 2014 |
|  | Laos         | 10           | Guam                   | 10 |             |             |
|  | 29 mai 2014  |              | Guam                   | 10 |             |             |
|  |              | Chine        | 41                     |    |             |             |
|  | Indonésie    | Chine        | 41                     | 6  |             |             |
|  | Indonésie    |              |                        | 6  |             |             |
|  | Chine        | 10           |                        |    |             |             |
|  | Chine        | 10           | Match pour la 3e place |    |             |             |
|  |              |              |                        |    |             |             |
|  | 31 mai 2014  |              |                        |    |             |             |
|  |              |              |                        |    |             |             |
|  | Indonésie    | 11           |                        |    |             |             |
|  | Indonésie    | 11           |                        |    |             |             |
|  | Laos         | 10           |                        |    |             |             |
|  | Laos         | 10           |                        |    |             |             |

### Poule Ouest
|  | Demi-finales | Demi-finales |                        |    | Finale       | Finale       |
|  | Demi-finales | Demi-finales |                        |    | Finale       | Finale       |
|  |              |              |                        |    |              |              |
|  | 19 juin 2014 | 19 juin 2014 |                        |    | 22 juin 2014 | 22 juin 2014 |
|  | 19 juin 2014 | 19 juin 2014 |                        |    | 22 juin 2014 | 22 juin 2014 |
|  | Inde         | 17           |                        |    | 22 juin 2014 | 22 juin 2014 |
|  | Inde         | 17           |                        |    | 22 juin 2014 | 22 juin 2014 |
|  | Ouzbékistan  | 23           |                        |    | 22 juin 2014 | 22 juin 2014 |
|  | Ouzbékistan  | 23           | Ouzbékistan            | 19 |              |              |
|  | 19 juin 2014 |              | Ouzbékistan            | 19 |              |              |
|  |              | Liban        | 20                     |    |              |              |
|  | Liban        | Liban        | 20                     | 17 |              |              |
|  | Liban        |              |                        | 17 |              |              |
|  | Pakistan     | 3            |                        |    |              |              |
|  | Pakistan     | 3            | Match pour la 3e place |    |              |              |
|  |              |              |                        |    |              |              |
|  | 22 juin 2014 |              |                        |    |              |              |
|  |              |              |                        |    |              |              |
|  | Inde         | 25           |                        |    |              |              |
|  | Inde         | 25           |                        |    |              |              |
|  | Pakistan     | 7            |                        |    |              |              |
|  | Pakistan     | 7            |                        |    |              |              |

## Division 4
La division 4 est composée du Brunei, du Cambodge et de la Mongolie.
| Rang | Nation   | J | V | N | D | Bo | Bd | Pm | Pe | Diff | Pts |
| ---- | -------- | - | - | - | - | -- | -- | -- | -- | ---- | --- |
| 1    | Mongolie | 2 | 2 | 0 | 0 | 2  | 0  | 87 | 18 | +69  | 12  |
| 2    | Cambodge | 2 | 1 | 0 | 1 | 0  | 0  | 30 | 69 | -39  | 5   |
| 3    | Brunei   | 2 | 0 | 0 | 2 | 0  | 0  | 33 | 63 | -30  | 1   |

|  | Vainqueur du tournoi (no 1). |

Attribution des points : Match gagné : 5 pts, match nul : 3 pts, match perdu : 0 pts, un point de bonus est attribué si une équipe marque 4 essais ou plus ou si elle perd par 7 points ou moins.

### Résultats
Première journée
| 17 juin 2014 20 h 00 | Brunei | 13 - 38 | Mongolie | Belapan Stadium, Bandar Seri Begawan |
| 17 juin 2014 20 h 00 |        |         |          | Belapan Stadium, Bandar Seri Begawan |
| 17 juin 2014 20 h 00 |        |         |          | Belapan Stadium, Bandar Seri Begawan |

Deuxième journée
| 19 juin 2014 15 h 45 | Cambodge | 5 - 49 | Mongolie | Belapan Stadium, Bandar Seri Begawan |
| 19 juin 2014 15 h 45 |          |        |          | Belapan Stadium, Bandar Seri Begawan |
| 19 juin 2014 15 h 45 |          |        |          | Belapan Stadium, Bandar Seri Begawan |

Troisième journée
| 21 juin 2014 20 h 00 | Brunei | 20 - 25 | Cambodge | Belapan Stadium, Bandar Seri Begawan |
| 21 juin 2014 20 h 00 |        |         |          | Belapan Stadium, Bandar Seri Begawan |
| 21 juin 2014 20 h 00 |        |         |          | Belapan Stadium, Bandar Seri Begawan |